# Agrupación de Buzos Tácticos
Agrupación de Buzos Tácticos (dobesedno slovensko Taktična skupina potapljačev; kratica APBT) je specialna vojaška enota Argentinske vojne mornarice.

## Zgodovina
Enota je bila ustanovljena leta 1952 kot prva specialna enota v Južni Ameriki. Prvi inštruktorji so bili italijanski emigranti, veterani italijanske specialne enote X-Mas med drugo svetovno vojno.
Vsi pripadniki enote so izurjeni bojni plavalci, bojni potapljači, bombni tehniki in padalci. Njihovo urjenje, ki temelji po zgledu ameriških SEALov, zajema nekonvencionalno bojevanje, protiterorizem, džungelsko bojevanje, HAHO/HALO padalstvo, podvodno razstreljevanje,...